# Mike Awesome
Michael Lee Alfonso (Tampa, Florida; 24 de enero de 1965-Tampa, 17 de febrero de 2007) fue un luchador profesional estadounidense, más conocido por su nombre en el ring Mike Awesome, y por su trabajo en Extreme Championship Wrestling, World Championship Wrestling, y en la World Wrestling Entertainment, también en Japón por su trabajo con Frontier Martial-Arts Wrestling y All Japan Pro Wrestling bajo el nombre de The Gladiator. Mike Awesome fue tres veces Campeón Mundial Peso Pesado.

## Carrera

### Extreme Championship Wrestling (1998–2000)
Alfonso viajó a Japón, uniéndose a Frontier Martial-Arts Wrestling (FMW) en septiembre de 1990 y utilizando el nombre de The Gladiator. En enero de 1998, Awesome comenzó a aparecer en ECW (aunque ya había aparecido antes en la promoción, derrotando a Randy Starr en Holiday Hell en 26 de diciembre de 1993 y siendo derrotado por J.T. Smith en The Night The Line Was Crossed) y continuó la rivalidad que tenía con Masato Tanaka en Japón en los Estados Unidos. Awesome comenzó en ECW perdiendo ante Tanaka un episodio del programa semanal de ECW Hardcore TV. Sin embargo, tras la lucha, le aplicó un Awesome Bomd a Tanaka sobre la cuerda superior a través de una mesa afuera del ring. Awesome perdió ante Tanaka otra vez en el evento de pay-per-view Heat Wave el 2 de agosto.
Después de regresar a Japón, Alfonso regresó a ECW en septiembre de 1999 y conmocionó al mundo de la lucha libre al ganar el Campeonato Mundial Peso Pesado de la ECW en Anarchy Rulz al derrotar al entonces campeón Taz y a su némesis Masato Tanaka en un three-way dance que originalmente iba a ser una lucha entre Taz y Tanaka, pero Taz incitó a Awesome a un three-way. Awesome continuó siendo un factor importante en ECW a principios del año 2000, formando un equipo con Raven para vencer a Tanaka y Tommy Dreamer por el Campeonato Mundial en Parejas de la ECW. También obtuvo un nuevo mánager, Judge Jeff Jones quien dirigióa a Awesome a la cima de ganar el Campeonato Mundial Peso Pesado de la ECW dos veces en un año en 1999.

### World Championship Wrestling (2000–2001)
En abril de 2000, Awesome hizo una aparición sorpresa en WCW Monday Nitro ayudando a The New Blood y atacando a Kevin Nash, al mismo tiempo reinando como Campeón Mundial Peso Pesado de la ECW. Lance Storm, amigo de Awesome ha dicho que se había negado a firmar un nuevo contrato con ECW hasta que Paul Heyman le pagara los salarios atrasados. Debido a la preocupación sobre cuestiones legales WCW se abstuvo de hacer a Awesome aparecer en la televisión mostrando el cinturón de la ECW. Finalmente, se llegó a un compromiso. Awesome (un empleado de la WCW y campeón de ECW) apareció en un evento de la ECW, acompañado por el jefe de seguridad de WCW, donde perdió el título ante Tazz (un exempleado de ECW que ahora era empleado de la World Wrestling Federation), quien perdió el título una semana más tarde ante Tommy Dreamer (un luchador de la ECW de tiempo completo).
Ahora con WCW, Awesome continuó siendo un factor importante con The New Blood por el próximo mes, haciendo equipo con Billy Kidman ocasionalmente para ayudarlo en su rivalidad con Hulk Hogan. Awesome también estuvo involucrado intermitentemente en disputas con Kevin Nash, así como con Diamond Dallas Page y Kanyon. En mayo de 2000 en Slamboree Awesome lanzó a Kanyon desde la parte superior del primer nivel de una triple jaula hacia la rampa de entrada, comenzando su gimmick de "Career Killer".
Durante mediados del año 2000, su gimmick fue retocado, convirtiéndose en un hombre atraído por mujeres corpulentas y que se hacía llamar "The Fat Chick Thrilla" Mike Awesome y tuvo rivalidades con Scott Steiner y Lance Storm por el Campeonato de las Estados Unidos de la WCW.
En la edición del 6 de septiembre de 2000 de Thunder, Awesome cambió su gimmick y se convirtió en "That '70s Guy" Mike Awesome (una referencia a la exitosa serie de televisión That '70s Show), vistiendo trajes inspirados en los años setenta y siendo anfitrión de un segmento de entrevistas titulado "The Lava Lamp Lounge". En un momento dado, incluso le dieron un autobús pintado al estilo del que aparece en La Familia Partridge para su entrada. Durante este tiempo, tuvo una rivalidad con Vampiro, que creó muchas peleas entre Awesome y los aliados de Vampiro, el Insane Clown Posse. En un momento dado, Awesome combatió a Shaggy 2 Dope y Violent J en un Handicap match.
En la edición del 3 de enero de 2001 de Thunder, Awesome cambió su gimmick de los '70s a favor de un "Canadian Career Killer" gimmick y se unió al stable Team Canada con Elix Skipper y Lance Storm. Una rivalidad con The Filthy Animals condujo a Awesome a desafiar a Billy Kidman a una lucha de Cabellera vs. Cabellera el 15 de enero, sin embargo antes de que la pelea pudiera ocurrir, Team Canada atacó a Kidman tras bambalinas dejándolo incapaz de competir. Konnan (quien no tenía pelo) tomó su lugar y consiguió la victoria, dando a los Animals el derecho a cortar el mullet de Awesome. Las apariciones de Awesome luego disminuyeron, generalmente ayudando a Storm en sus batallas contra Ernest "The Cat" Miller. En el último Nitro el 26 de marzo de 2001 Awesome y Storm fueron derrotados por Chuck Palumbo y Sean O'Haire en una lucha por el Campeonato Mundial en Parejas de la WCW.

### World Wrestling Federation / Entertainment (2001–2002, 2005)
Después de la compra en marzo de 2001 de WCW por la World Wrestling Federation (WWF), Awesome se convirtió en parte de la storyline de The Invasion en la WWF. Su debut en la WWF ocurrió en el episodio del 25 de junio de 2001 de Raw is War durante una lucha en la cual Test defendía su Campeonato Hardcore contra Rhyno. Después de que Rhyno le aplicó un "Gore" a Test contra una pared y lo cubrió estaba celebrando su nuevo título sólo para ser atacado por Awesome blandiendo un tubo metálico. Él entonces le aplicó un "Awesome Bomb" a Rhyno sobre una escalera y lo cubrió, convertirse en campeón debido a la regla 24/7. Awesome fue el primer "invasor" en ganar oro en la WWF, huyendo con el cinturón Hardcore antes de que los luchadores de la WWF pudieran atraparlo. El reinado de Awesome llegó a su fin dos semanas más tarde en la edición del 12 de julio de SmackDown! cuando él fue cubierto por Jeff Hardy.
Awesome y Lance Storm fueron derrotados por Edge & Christian en WWF Invasion, la única lucha en pay-per-view en la WWF de Awesome. Desde entonces el push de Awesome declinó lentamente y comenzó a aparecer en su mayoría en los B-shows de la WWF. Él quedó fuera de la mayoría de las luchas de la storyline de la Invasión y eventualmente fue dado de baja por una lesión en noviembre de 2001.
Awesome regresó a SmackDown! en la edición del 27 de julio de 2002 de Velocity donde fue derrotado por Tajiri. Awesome permaneció en Velocity por los próximos dos meses perdiendo ante luchadores como Faarooq, Bull Buchanan, Mark Henry y Funaki.
Finalmente fue liberado de su contrato el 27 de septiembre de 2002 junto con Shawn Stasiak y Horace Hogan. Awesome fue citado diciendo que "estar en la WWE (ex WWF) fue un asco. Lo odiaba. Tenías que besar el culo de todos... Tenías que ser político todo el tiempo. No vas a creer la política tras bastidores. Te apuñalaban en la espalda constantemente. Estaba tan feliz cuando me dijeron que fui despedido"
Awesome hizo una aparición en el evento ECW One Night Stand en 2005, enfrentándose una vez más a Masato Tanaka. A lo largo de la lucha, Joey Styles (quien hacía comentario) con frecuencia hizo referencias a la manera en la que Awesome dejó ECW en el año 2000, llamándolo un "Judas" y haciendo despectivos comentarios acerca de él, incluyendo un momento en el que lamentó que Awesome no se mató a sí mismo cuando realizó un salto hacia el exterior. La multitud abucheó a Awesome al principio de la lucha, pero al final — cuando Awesome ganó después de aplicarle un "Awesome Bomb" a Tanaka hacia el exterior del ring y a través de una mesa y después de eso un slingshot splash — estaban coreando "This match rules!" ("Esta lucha manda!") y dieron una ovación de pie a ambos hombres.
En febrero de 2006, después de 17 años en el ring, Awesome anunció su retiro de la lucha libre, diciendo que quería pasar más tiempo con su familia y agregó que se sentía mal pagado por su trabajo en el evento One Night Stand y que sólo regresaría al ring "si el dinero era correcto".

## Vida personal y muerte
El 11 de mayo de 1991 se casó con su novia de la secundaria, y juntos tuvieron dos hijos. En febrero de 2007, su esposa le había pedido el divorcio, lo que supuestamente dio lugar a un altercado entre Alfonso y su esposa y su posterior detención por Violencia Doméstica. De cualquier manera su esposa estaba decidida a divorciarse de él por lo que cuando fue liberado y volvió a su casa, la encontró vacía y sin sus objetos personales. Esto lo destruyó completamente. El 17 de febrero de 2007, alrededor de las 22:30, un grupo de amigos de Awesome lo encontraron colgado en su casa de Tampa. Se cree que su muerte fue por suicidio. Tenía 42 años. WWE reconoció la muerte de Awesome al aire mostrando un gráfico en su memoria al comienzo de la edición del 20 de febrero de 2007 de ECW on Sci Fi, y un artículo sobre su muerte fue publicado en WWE.com, diciendo que Awesome fue encontrado muerto pero omitiendo la causa de la muerte.

## En lucha
- Movimientos finales
  - Awesome Bomb (Sitout one shoulder powerbomb o un running fall forward one shoulder powerbomb, a veces desde una posición elevada)[10]
  - Awesome Splash (Diving splash o un stretch-out frog splash)[10]

- Movimientos de firma
  - Chokebomb
  - Clothesline, a veces desde la cuerda superior
  - Diving back elbow[11]
  - Double leg takedown
  - Fireman's carry cutter
  - German suplex
  - Gutwrench suplex
  - Lariat
  - Overhead belly to belly suplex
  - Over the top rope suicide dive
  - Running elbow strike
  - Slingshot crossbody,[11] shoulder block o splash

- Apodos
  - "The Gladiator"
  - "That '70s Guy"
  - "The Fat Chick Thrilla"
  - "The 300 Pound Luchador"
  - "The Canadian Killer"
  - "The Career Killer"
  - "Awesome"

- Mánagers
  - Judge Jeff Jones
  - Ronald Gossett
  - Nate the Rat
  - Daniel Nieves
  - James Mitchell
  - Kimberly Page
  - Major Gunns

## Campeonatos y logros
- Extreme Championship Wrestling
  - ECW World Heavyweight Championship (2 veces)
  - ECW World Tag Team Championship (1 vez) - con Raven

- Frontier Martial-Arts Wrestling
  - FMW Independent World Heavyweight Championship (1 vez)
  - FMW World Brass Knuckles Heavyweight Championship (2 veces)
  - FMW World Brass Knuckles Tag Team Championship (2 veces) - con Big Titan (1) y Mr. Pogo (1)
  - FMW World Street Fight 6-Man Tag Team Championship (1 vez) - con Horace Boulder y Hisakatsu Oya

- Jersey All Pro Wrestling
  - JAPW Heavyweight Championship (1 vez)

- Major League Wrestling
  - MLW World Heavyweight Championship (1 vez)[12]

- World Wrestling Federation
  - WWF Hardcore Championship (1 vez)

- Premios de la Wrestling Observer Newsletter
  - Worst Gimmick (2000)